# Abarenicola
Abarenicola – rodzaj wieloszczetów z rzędu Capitellida i rodziny Arenicolidae.

## Morfologia
Ciało grube, wyraźnie podzielone na 3 części: przedskrzelową (prebranchial), skrzelową (branchial) i pozbawioną szczecinek ogonową (caudal). Skrzela (branchiae) obecne od siódmego uszczecinionego segmentu. Neuropodia segmentów skrzelonośnych szeroko odseparowane. Obecne więcej niż para oesophageal sacs.

## Taksonomia
Rodzaj został opisany w 1959 roku przez G. P. Wellsa. Gatunkiem typowym jest Arenicola claparedi.
Zalicza się tu 8 gatunków:
- Abarenicola affinis (Ashworth, 1902)
- Abarenicola assimilis
- Abarenicola claparedi (Levinsen, 1884)
- Abarenicola devia Wells, 1963
- Abarenicola gilchristi Wells, 1963
- Abarenicola insularum Wells, 1963
- Abarenicola pacifica Healy et Wells, 1959
- Abarenicola pusilla (Quatrefages, 1866)